# روشن‌دان
روشندان به معنای روزن است و اسم آلت روشنایی (چراغدان) است. روزن و سوراخی که از آن روشنایی داخل خانه گردد. در بناهایی که استفاده از پنجره در دیوارها ممکن نبوده مثل بازارها و سایر بناهای عمومی، معماران در قسمت خورشیدی کاربندی، روزن‌هایی ایجاد می‌کرده‌اند که عبور نور مناسب و تهویه را به بهترین وجه میسر می‌ساخت و به آن روشندان می‌گویند.

## ساختار

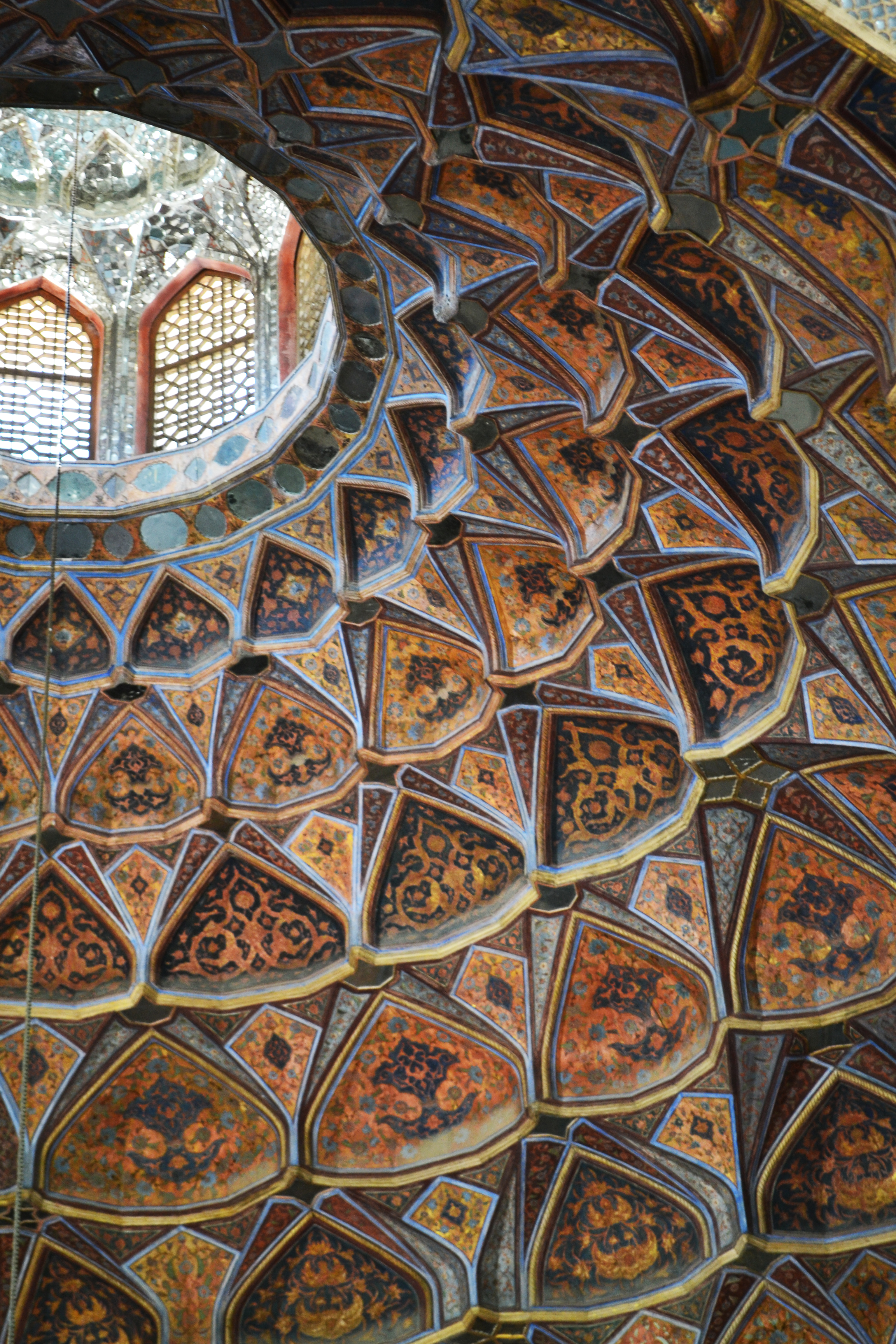
سقف کاخ هشت‌بهشت، روشن‌دان در قسمت بالا سمت چپ تصویر مشخص است.

روشندان‌ها معمولاً به شکل یک کلاه فرنگی بوده و و عمود بر قسمت خورشیدی کاربندی ساخته می‌شود و برخی از آنها دارای شیشه است. برخی از روشندان‌ها دارای پلان مدورو برخی دارای پلان چند ضلعی هستند. به‌طور مثال روشندان حوضخانه کاخ هشت بهشت اصفهان دارای دارای پلان چندضلعی می‌باشد.

## کاربرد
در فضاهایی که نورگیری و روشنایی فضا از طریق سقف انجام می‌شود، نور به‌طور مستقیم وارد فضا می‌شود. در صورت استفاده از روشندان در طراحی داخلی بناها، ضمن ایجاد چشم‌اندازی زیبا، نور در جهات مختلف از مسیر خود منحرف می‌شود و به صورت پخش شده به داخل راه یابد. بدین صورت، در داخل بنا روشنایی یکنواخت و غیرمتمرکزی پدید می‌آید که حجم بیشتری را می‌گیرد.